# رایانگ هیون جو
رایانگ هیون جو (انگلیسی: Ryang Hyon-ju؛ زادهٔ ۳۱ مهٔ ۱۹۹۸) بازیکن فوتبال است.
وی همچنین در تیم‌های ملی فوتبال North Korea national under-17 football team و زیر ۲۳ سال کره شمالی بازی کرده‌است.